# Dino da Costa
Dino da Costa (Rio de Janeiro, 1º agosto 1931 – Verona, 10 novembre 2020) è stato un calciatore brasiliano naturalizzato italiano, di ruolo centravanti e all'occorrenza anche interno.
Con 71 reti complessive si posiziona al'8º posto nella classifica dei marcatori della Roma in Serie A, dopo Totti, Pruzzo, Volk, Amadei, Montella, Džeko, Balbo e Manfredini. Detiene a tutt'oggi il record assoluto dei gol segnati nel derby di Roma, con 12 reti: 9 in campionato (dove il record appartiene a Francesco Totti con 11 reti), 2 in Coppa Italia e 1 (il primo) in un derby valido per l'assegnazione della Coppa Zenobi disputato all'Olimpico di Roma l'11 settembre 1955. Un tredicesimo gol, segnato in un Lazio-Roma 0-1 del 6 marzo 1960, gli venne contestato e fu considerato autorete del difensore laziale Francesco Janich. Nel 2010 vinse il Premio “Sette Colli”, riservato alle bandiere giallorosse. È morto a Verona, dove si era stabilito da tempo, il 10 novembre 2020 ad 89 anni.

## Carriera

### Giocatore

#### Club

##### Gli esordi in Brasile
Figlio di un autista di filobus con sette figli, entrò quattordicenne nelle giovanili del Botafogo e, a soli diciassette anni, fu ammesso in prima squadra. Esordì in una partita ufficiale il 14 giugno 1951, con lo pseudonimo "Dino" - come d'uso in Brasile - e siglando una doppietta; in quel periodo costituì, con il fuoriclasse Garrincha e il quasi coetaneo Luís Vinício ("Vinícius"), un formidabile trio d'attacco per la squadra carioca. Con il Botafogo Da Costa realizzò complessivamente 137 goal in 174 partite, di cui 36 goal in 51 partite di Campionato. La sua stagione migliore fu il 1954, quando, con 24 gol in 26 partite vinse il titolo di capocannoniere del Campionato Carioca. Ancora oggi è collocato al 10º posto nella classifica dei cannonieri di tutti i tempi nella storia del Botafogo.

##### In Italia
Giunse a Roma nel 1955, dopo che in una tournée in Italia del Botafogo, venne notato dagli osservatori giallorossi. Fidanzato nel 1956 con la romana Laura Ricci, conosciuta tre anni prima, il matrimonio non fu celebrato a causa di opposizioni della famiglia di lei. Venne tesserato come oriundo, grazie alle sue radici italiane, e in seguito venne naturalizzato. Sposò Marisa Natale, attrice e controfigura di Gina Lollobrigida, ebbe con lei due figli maschi (Roberto e Stefano), restò a Roma fino al 1977; dopo la separazione dalla moglie si stabilìì a Verona, dove resto fino alla sua morte.
Esordì nel campionato italiano, con la maglia giallorossa il 18 settembre 1955, in Roma-L.R. Vicenza (4-1). Con i capitolini collezionò 149 presenze in campionato siglando 71 gol, 10 partite e 5 gol in Coppa Italia e 4 presenze e 3 reti nella Coppa delle Fiere. Nella stagione 1956-1957 fu capocannoniere del campionato italiano con 22 gol.
Nel 1960-1961 passò in prestito alla Fiorentina collezionando 30 presenze e 8 reti e contribuendo alla conquista della Coppa Italia e della Coppa delle Coppe; ritornò a inizio stagione del 1961-1962 nelle file giallorosse e giocò la finale di andata della vittoriosa Coppa delle Fiere 1960-1961 contro il Birmingham. A novembre del 1961 fu definitivamente ceduto all'Atalanta per un biennio, durante il quale conquistò l'unica Coppa Italia conseguita a tutt'oggi dal club bergamasco.
Nel 1963 la Juventus acquistò il suo cartellino, restando a Torino per tre stagioni di cui una da titolare. In totale vestì la maglia bianconera 70 volte (51 in A, 4 in Coppa Italia e 15 in Europa) segnando 12 reti (11 in A e uno nella Coppa delle Fiere) e conquistando la sua terza Coppa Italia. L'incontro di Coppa delle Alpi del 1966, perso 0-3 a tavolino dalla Juventus contro la selezione svizzera del Losanna-Zurigo, è stata l'ultima apparizione in bianconero dell'ormai trentacinquenne da Costa, che dette l'addio anche alla Serie A.
Nel 1966-1967 si accasa in Serie B con il Verona (31 presenze e 5 reti) per poi chiudere definitivamente la carriera giocando in Serie C con la maglia dell'Ascoli (10 presenze e nessuna rete).
Con 108 goal in 282 partite si colloca attualmente al 64º posto nella classifica dei cannonieri della Serie A di tutti i tempi

#### Nazionale
Dino da Costa grazie all'acquisizione della cittadinanza italiana giocò anche una partita con la Nazionale, contro l'Irlanda del Nord il 15 gennaio 1958, in cui gli azzurri persero 2-1 e a causa di quella sconfitta vennero estromessi dalla fase finale del campionato del mondo 1958 in Svezia; l'unico gol siglato in quella partita per l'Italia fu proprio di da Costa.

### Allenatore
Ebbe anche una breve esperienza come allenatore-giocatore con l'Ascoli nel 1967-68. Successivamente ha allenato le giovanili della Juventus, l'Isernia sul finire degli anni sessanta; il Sacrofano tra il 1970 e il 1975 nei campionati di Prima Categoria e Promozione dove portò come giocatore anche Garrincha, e il Fabriano tra il 1979 e il 1982 in Prima Categoria. Gli anni ottanta lo hanno visto impegnato dapprima nelle giovanili del Verona (1980-1986) e infine nelle scuole calcio di Belluno e Longarone (1989). Allenó anche il Milazzo.

## Statistiche

### Presenze e reti nei club
| Stagione               | Squadra                | Campionato             | Campionato | Campionato | Totale   | Totale |
| Stagione               | Squadra                | Campionato             | Presenze   | Reti       | Presenze | Reti   |
| ---------------------- | ---------------------- | ---------------------- | ---------- | ---------- | -------- | ------ |
| 1951                   | Botafogo               | CC                     | ?          | ?          | ?        | ?      |
| 1952                   | Botafogo               | CC                     | ?          | ?          | ?        | ?      |
| 1953                   | Botafogo               | CC                     | ?          | ?          | ?        | ?      |
| 1954                   | Botafogo               | CC                     | 26         | 24         | ?        | ?      |
| 1955                   | Botafogo               | CC                     | ?          | ?          | ?        | ?      |
| Totale Botafogo        | Totale Botafogo        | Totale Botafogo        | 51         | 36         | 174      | 137    |
| 1955-1956              | Roma                   | A                      | 34         | 12         | ?        | ?      |
| 1956-1957              | Roma                   | A                      | 33         | 22         | ?        | ?      |
| 1957-1958              | Roma                   | A                      | 33         | 19         | ?        | ?      |
| 1958-1959              | Roma                   | A                      | 27         | 15         | ?        | ?      |
| 1959-1960              | Roma                   | A                      | 17         | 2          | ?        | ?      |
| 1960-1961              | Fiorentina             | A                      | 30         | 7          | ?        | ?      |
| Totale Fiorentina      | Totale Fiorentina      | Totale Fiorentina      | 30         | 7          | ?        | ?      |
| ago.-nov. 1961         | Roma                   | A                      | 5          | 1          | ?        | ?      |
| Totale Roma            | Totale Roma            | Totale Roma            | 149        | 71         | 163      | 79     |
| nov. 1961-1962         | Atalanta               | A                      | 19         | 6          | 0        | 0      |
| 1962-1963              | Atalanta               | A                      | 33         | 12         | 4        | 3      |
| Totale Atalanta        | Totale Atalanta        | Totale Atalanta        | 52         | 18         | 4        | 3      |
| 1963-1964              | Juventus               | A                      | 12         | 3          | ?        | ?      |
| 1964-1965              | Juventus               | A                      | 31         | 6          | ?        | ?      |
| 1965-1966              | Juventus               | A                      | 8          | 2          | ?        | ?      |
| Totale Juventus        | Totale Juventus        | Totale Juventus        | 51         | 11         | 70       | 12     |
| 1966-1967              | Hellas Verona          | B                      | 31         | 5          | 33       | 5      |
| Totale Hellas Verona   | Totale Hellas Verona   | Totale Hellas Verona   | 31         | 5          | 33       | 5      |
| 1967-1968              | Del Duca Ascoli        | C                      | 10         | 0          | ?        | ?      |
| Totale Del Duca Ascoli | Totale Del Duca Ascoli | Totale Del Duca Ascoli | 10         | 0          | ?        | ?      |
| Totale carriera        | Totale carriera        | Totale carriera        | 374        | 148        | 4+       | 3+     |

Non si conoscono i dati delle singole stagioni al Botafogo, ma solamente i dati complessivi.

### Cronologia presenze e reti in nazionale
| Cronologia completa delle presenze e delle reti in nazionale ― Italia | Cronologia completa delle presenze e delle reti in nazionale ― Italia | Cronologia completa delle presenze e delle reti in nazionale ― Italia | Cronologia completa delle presenze e delle reti in nazionale ― Italia | Cronologia completa delle presenze e delle reti in nazionale ― Italia | Cronologia completa delle presenze e delle reti in nazionale ― Italia | Cronologia completa delle presenze e delle reti in nazionale ― Italia | Cronologia completa delle presenze e delle reti in nazionale ― Italia |
| Data                                                                  | Città                                                                 | In casa                                                               | Risultato                                                             | Ospiti                                                                | Competizione                                                          | Reti                                                                  | Note                                                                  |
| --------------------------------------------------------------------- | --------------------------------------------------------------------- | --------------------------------------------------------------------- | --------------------------------------------------------------------- | --------------------------------------------------------------------- | --------------------------------------------------------------------- | --------------------------------------------------------------------- | --------------------------------------------------------------------- |
| 15-1-1958                                                             | Belfast                                                               | Irlanda del Nord                                                      | 2 – 1                                                                 | Italia                                                                | Qual. Mondiali 1958                                                   | 1                                                                     |                                                                       |
| Totale                                                                |                                                                       | Presenze                                                              | 1                                                                     |                                                                       | Reti                                                                  | 1                                                                     |                                                                       |

## Palmarès

### Giocatore

#### Club

##### Competizioni nazionali
- Coppa Italia: 3

Fiorentina: 1960-1961
Atalanta: 1962-1963
Juventus: 1964-1965

##### Competizioni internazionali
- Coppa delle Coppe: 1

Fiorentina: 1960-1961
- Coppa delle Fiere: 1

Roma: 1960-1961

#### Individuale
- Capocannoniere del Campionato Carioca: 1

1954 (24 gol)
- Capocannoniere della Serie A: 1

1956-1957 (22 gol)